# Estrella de seqüència principal de tipus O
Una estrella de seqüència principal de tipus O (VO) és una estrella de seqüència principal (nucli que crema hidrogen) de tipus espectral O i de classe de lluminositat V. Aquestes estrelles tenen entre 15 i 90 vegades la massa solar i temperatures de la superfície d'entre 30.000 i 50.000 K. Són entre 40.000 i 1.000.000 vegades més lluminoses que el Sol.

## Estrelles estàndards espectrals
Els estàndards que defineixen la llista de classificació MK per a estrelles de seqüència principal de tipus O, és a dir, aquelles normes que no han canviat des de principis del segle xx, són S Monocerotis (O7 V) i 10 Lacertae (O9 V).

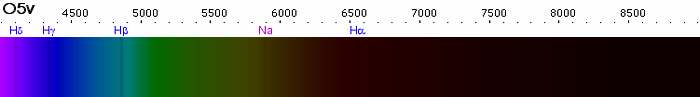
Espectre d'una estrella O5V.

L'atles "Yerkes" de Morgan-Keenan-Kellerman (MKK) de 1943 enumerava els estàndards de tipus O entre O5 i O9, però només dividien classes de lluminositat per als O9. Els dos estàndards MKK O9 V eren Iota Orionis i 10 Lacertae. Els estàndards revisats de Yerkes ("MK") presentats a Johnson & Morgan (1953) no presentaven canvis als tipus de O5 a O8 i enumeraven 5 estàndards O9 V ((HD 46202, HD 52266, HD 57682, 14 Cephei, 10 Lacertae) i 3 estàndards O9,5 V (HD 34078, Sigma Orionis, Zeta Ophiuchi). Una revisió important de Morgan & Keenan (1973) sobre la classificació espectral va enumerar els estàndards "MK revisats" des de O4 a O7, però de nou no es va dividir els estàndards per classes de lluminositat. Aquesta revisió també enumera els estàndards de seqüència principal d'O9 V per a 10 Lacertae i O9,5 V per a Sigma Orionis.
Les classes de lluminositat de tipus O per a subtipus anteriors a O5 no es van definir amb estrelles estàndard fins als anys setanta. L'atles espectral de Morgan, Abt i Tapscott (1978) definia una llista de diversos estàndards de seqüència principal de tipus O (classe de lluminositat "V"): HD 46223 (O4 V), HD 46150 (O5 V), HD 199579 (O6 V), HD 47839 (O7 V), HD 46149 (O8 V), i HD 46202 (O9 V). Walborn i Fitzpartrick (1990) van proporcionar el primer atles digital d'espectres per a estrelles de tipus OB, i van incloure un estàndard de seqüència principal per a O3 V (HDE 303308). La classe espectral O2 es va definir a Walborn et al. (2002), amb l'estrella BI 253 actuant com a estàndard primari O2 V (en realitat, "O2 V ((f *))"). També van redefinir HDE 303308 com a estàndard O4 V, i van llistar nous estàndards O3 V (HD 64568 i LH 10-3058).

## Propietats
Aquests són objectes rars; s'estima que no hi ha més de 20.000 estrelles de classe O a tota la Via Làctia, al voltant d'una de cada 10.000.000 d'estrelles. Les estrelles de seqüència principal de la classe O tenen entre 15 i 90 masses solars i tenen temperatures de superfície d'entre 30.000 i 50.000 K. La seva lluminositat bolomètrica oscil·la entre 30.000 i 1.000.000 la del Sol. Els seus radis són més modestos al voltant de 10 radis solars. La gravetat superficial és al voltant de 10.000 vegades la de la Terra, relativament baixa per a una estrella de seqüència principal. Les magnituds absolutes oscil·len entre aproximadament −4, 3.400 vegades més brillants que el sol, fins a aproximadament −5.8, 18.000 vegades més brillants que el sol.
Les estrelles de la classe O són molt joves, no pas mès d'uns quants milions d'anys, i a la nostra galàxia totes tenen elevades metal·licitats, aproximadament el doble que la del Sol. Les estrelles de seqüència principal de tipus O del Gran Núvol de Magalhães, amb menor metal·licitat, tenen temperatures sensiblement més altes, sent la causa més evident les taxes de pèrdua de massa més baixes. Les estrelles de classe O més lluminoses tenen taxes de pèrdua de massa de més d’una milionèsima de massa solar cada any, tot i que les menys lluminoses perden molt menys. Els seus vents estel·lars tenen una màxima d’uns 2.000 km/s.

## Estrelles destacades de seqüència principal de tipus O
- θ Muscae és una estrella de Wolf-Rayet visible a ull nu, però la majoria de la llum visible la produeix un company de seqüència principal de classe O i un supergegant OB.
- 9 Sagittarii és un binari espectroscòpic que conté estrelles de seqüència principal O3.5 i O5-5.5, cosa que fa que siga l'estrella més brillant visible dins de la nebulosa de la Llacuna.
- μ Columbae és una estrella de seqüència principal O9.5 visible a ull nu.
- θ¹ Orionis C és l'estrella més brillant del cúmul del Trapezi a la Nebulosa d'Orió, una estrella de seqüència principal O6 amb un company espectroscòpic més feble.
- ζ Ophiuchi és una estrella de seqüència principal O9.5, la més brillant del cel de 3a magnitud.